# Металлография (способ печати)
Металлогра́фия, металлогра́фская печа́ть — собирательное понятие для всех способов безрастровой глубокой печати, оригинальные клише для которых обрабатываются вручную или механически гравировкой, выжиганием лазером или травлением на плоской металлической пластине (плите). Печать производится красками повышенной вязкости и липкости, которые подаются на клише сверху — с той стороны, к которой прижимается окрашиваемый материал.
Подача краски со стороны, противоположной окрашиваемому материалу, происходит при трафаретной печати, при этом ракель продавливает краску сквозь клише. Растр глубокой печати используется при ротационной глубокой печати, при этом ракель снимает лишнюю краску с клише.
Металлографская печать — основное средство защиты от подделок в полиграфии. Связано это с уникальными особенностями металлографского оттиска, не воспроизводимыми обычными способами печати (офсетной и высокой печатью).
В Российской Федерации существует единственная типография, которая специализируется на выпуске книг по старинным технологиям, в том числе и офортной печати. Поэтому имеется некий вакуум информации о процессах металлографской печати.
Металлографией могут называть также металлические формы как плоской печати, так и высокой. Эти виды печати в данной статье не рассматриваются.

## История металлографии
После расцвета в XV — первой половине XVI века ксилография (гравюра на дереве) уступает место офорту (углубленной гравюре на металле). Офорт (ручной аналог металлографии) господствовал в книгопечатании 250 лет . Офорт был вытеснен из книги новой разновидностью ксилографии — торцовой гравюрой, которая господствовала около 100 лет до 80-х годов XIX века. Торцовая гравюра, в свою очередь, уступила место литографии — дальней родственнице современного офсета.
Металлография как наилучший способ печати с защитой от подделок была особенно распространена в конце XIX и начала XX века. С тех пор металлографская печать остаётся основным средством защиты от подделок в полиграфии. Связано это с уникальными особенностями металлографского оттиска, не воспроизводимыми обычными способами печати (офсетной и высокой печатью). Не последнюю роль в этом играет и то обстоятельство, что металлография вследствие высокой трудоемкости не представляет практического интереса для общей полиграфии.
В Российской Федерации существует единственная типография, которая специализируется на выпуске книг по старинным технологиям, в том числе и офортной печати. Поэтому имеется некий вакуум информации о процессах металлографской печати. Отсюда возник и режим секретности, также есть и юридические ограничения. Например, в некоторых странах, в том числе и в России, запрещено использовать машинный металлографский способ печати. Это не удивительно, поскольку речь идёт о безопасности банкнотного обращения в мире.

## Определение металлографии
Металлография, металлографская печать — собирательное понятие для всех способов безрастровой глубокой печати, оригинальные клише для которых обрабатываются вручную или механически гравировкой, выжиганием лазером или травлением на плоской металлической пластине (плите). Печать производится красками повышенной вязкости и липкости, которые подаются на клише сверху — с той стороны, к которой прижимается окрашиваемый материал.
Подача краски со стороны, противоположной окрашиваемому материалу, происходит при трафаретной печати, при этом ракель продавливает краску сквозь клише. Растр глубокой печати используется при ротационной глубокой печати, при этом ракель снимает лишнюю краску с клише.
В начале статьи находится художественная миниатюра, рисунок которой напечатан растровой глубокой печатью (светлые растровые точки) и металлографией (тёмные штрихи, буквы и цифры). Справа размещена иллюстрация с художественной цветной трафаретной печатью (шелкографией).
Металлографией в настоящее время называют только глубокую печать с металлических клише, хотя в прежние времена так называли металлические формы для высокой печати и даже для плоской. Эти виды печати в данной статье не рассматриваются.
На практике использование терминологии глубокой печати имеет свои особенности. Например, в русском каталоге почтовых марок процесс печати может быть описан так (для почтовой миниатюры из начала статьи): «Металлография в сочетании с глубокой печатью», где под «металлографией» понимается металлография в современном смысле, а под «глубокой печатью» — растровая ротационная глубокая печать. Терминология хорошо разработана в немецком каталоге почтовых марок Михель, например, для той же почтовой миниатюры способ печати записан так: StTdr. und RaTdr., то есть Stichtiefdruck und Rastertiefdruck, что означает «Глубокая печать гравировкой и растровая глубокая печать». Британский каталог Стэнли Гиббонс для той же почтовой миниатюры пишет: Recess and photo», то есть Recess printed and photogravure, дословно «глубокая печать и фотогравюра», что означает в данном конкретном случае соответственно «Металлография и растровая глубокая печать», американский каталог Скотт пишет так же просто: Photo. & Engr., то есть Photogravure and Engraved — растровая глубокая печать и металлография.

## Технология и характерные черты
Современная механизированная металлография возникла как результат автоматизации подачи краски на металлическую форму офортного способа глубокой печати, поэтому действие соответствующих устройств имитирует ручные операции (накатывание краски и истирание пробелов):
- сначала краски накатываются на форму, заполняя при этом как углубленные печатные элементы, так и попадая на пробелы;
- затем осуществляется истирание пробелов, при этом краска удаляется не только с пробельных элементов, но также частично вытягивается и из печатных;
- в итоге процесс печати требует очень высокого давления на бумагу для того, чтобы бумага сдеформировалась, смогла войти в печатные элементы формы и соприкоснулась в них с краской.

В начале статьи находится художественная миниатюра, рисунок которой напечатан растровой глубокой печатью (светлые растровые точки) и металлографией (тёмные штрихи, буквы и цифры).
Особенности технологии металлографии приводят к общеизвестным характерным чертам металлографской печати:
- выпуклой рельефности изображения и вдавленности на его обороте, возникающих главным образом за счёт пластической деформации бумаги;
- высокой разрешающей способности в негативной и позитивной графике и высокой оптической плотности изображения вследствие большой толщины красочного слоя.

Рельефность изображения хорошо показана на микрофотографиях, иллюстрирующих следующие, описанные ниже эффекты. На иллюстрации справа показан оборот художественной миниатюры из начала статьи с эффектом вдавленности рисунка миниатюры.
Характерными чертами металлографской печати также являются следующие эффекты.
- Эффект шприца, или усатость — это частичный выход краски за пределы штриха по причине очень высокого давления в зоне печати. Давление при металлографской печати может составлять порядка 1000 кГ/м2. Производители по-разному оценивают эффект шприца: одни считают, что это ещё один защитный признак, другие видят его как проявление брака и пытаются минимизировать[6]. Эффект шприца (американский доллар) показан на рисунке ниже. На почтовых миниатюрах СССР этот эффект минимизируется, как хорошо видно на иллюстрации в начале статьи (большие буквы и цифры внизу рисунка).

- Донный эффект, или просветление широкого печатного элемента — дефицит краски во время металлографской печати в центре широкого печатного элемента, что приводит к понижению оптической плотности в центре. Этот эффект — следствие того, что в процессе печати бумага деформируется, входит в широкий печатный элемент и частично выдавливает краску от его середины к краям[6]. Донный эффект показан на рисунке ниже. На почтовых миниатюрах СССР этот эффект минимизируется, как хорошо видно на иллюстрации в начале статьи (большие буквы и цифры внизу рисунка).

- Эффект нестабильности — это нестабильный, неравномерный выбор краски из печатного элемента. Во время металлографской печати краска то накапливается в углублении штриха, то, наоборот, под действием случайных факторов попадает на оттиск более толстым слоем. Отношение производителей к эффекту нестабильности также неоднозначное; например, на азиатских банкнотах он ярко выражен[6]. Эффект нестабильности показан на рисунке ниже. На почтовых миниатюрах СССР этот эффект незаметен, как хорошо видно на иллюстрации в начале статьи.

- Характерные черты металлографской печати[6]
- Слева направо: 1) эффект шприца; 2) донный эффект; 3) эффект нестабильности

## Рельефная печать Screentaglio
Рельефная печать Screentaglio — способ безрастровой глубокой печати, при котором краска подаётся на клише снизу — с противоположной стороны окрашиваемого материала. По сути, печатная форма рельефной печати представляет собой комбинацию металлографской и трафаретной форм, отсюда и название: от англ. screen «трафарет» и итал. intaglio «металлография».
Рельефный способ печати Screentaglio повторяет и дополняет многообразие защитных элементов металлографской печати. Поскольку процесс истирания в рельефной печати Screentaglio отсутствует, эта печать позволяет использовать более широкий спектр красок, в том числе металлизированные, что ведёт к созданию принципиально новых защитных эффектов, которые легко различимы невооружённым глазом. Строго говоря, данный способ печати к металлографии уже не относится, поскольку в металлографии краска подаётся на печатную форму сверху, а в рельефной печати — снизу, для чего имеются специальные краскоподающие каналы. Оттиски, выполненные рельефной печатью Screentaglio, показаны на рисунках ниже.
- Оттиски, выполненные рельефным способом печати Screentaglio[6]
- Металлизированная краска. Слева направо: 1) серебро; 2) золото